# Nicholas A’Hern
Nicholas A’Hern (Nicholas Mark „Nick“ A’Hern; * 6. Januar 1969 in Swansea, Wales, Vereinigtes Königreich) ist ein ehemaliger australischer Geher.

## Karriere
Seine größten Erfolge hatte er bei den Commonwealth Games, bei denen er zweimal eine Goldmedaille gewann: 1994 in Victoria über 30 km und 1998 in Kuala Lumpur über 20 km.
Bei den Olympischen Spielen kam er im 20-km-Gehen 1992 in Barcelona auf den 22., 1996 in Atlanta auf den vierten und 2000 in Sydney auf den zehnten Platz. Bei den Leichtathletik-Weltmeisterschaften belegte er über dieselbe Distanz 1991 in Tokio Rang 20, 1993 in Stuttgart Rang 24, 1995 in Göteborg Rang 11, 1997 in Athen Rang 19 und 1999 in Sevilla Rang 26.
Von 1994 bis 1998 wurde er fünfmal in Folge australischer Meister im 20-km-Gehen (1994: 30 km).
Nicholas A’Hern ist Friseur und lebt in Canberra. Er startete für den Nepean Athletic Club und wurde von Craig Hilliard trainiert.

## Persönliche Bestzeiten
- 20.000 m: 1:20:12,3 min, 8. Mai 1993, Bergen
- 20 km: 1:19:33 min, 15. Dezember 1990, Melbourne